# Праіндоєвропейці

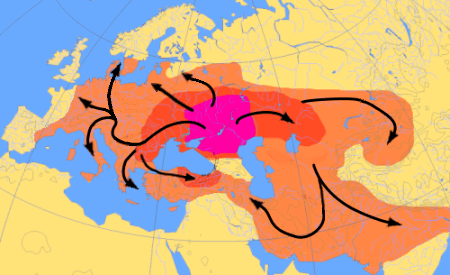
Міграції індоєвропейців згідно з «курганною гіпотезою». Рожевим позначена вірогідна прабатьківщина (самарська культура, середньостогівська культура), червоним — поширення до середини III тис. до н. е. й помаранчевим — до I тис. до н. е.

Індо-європейські міграції: від ямної культури до скіфії.

Праіндоєвропейці — носії праіндоєвропейської мови, що жили на прабатьківщині індоєвропейців бл. 6000 років тому, під час енеоліту й ранньої бронзової доби. Загальний для всіх індоєвропейських народів лексикон свідчить про те, що це був войовничий кочовий народ, який одним із перших приручив коня і використовував для пересування на великі відстані вози спочатку на масивних суцільних, а пізніше полегшених колесах зі спицями. Завдяки використанню таких технологій, як колесо й колісниця, їхні нащадки — індоєвропейці — змогли заселити величезні простори Євразії. Самоназва праіндоєвропейців невідома.

## Суспільство
Дані порівняльно-історичного мовознавства дозволяють говорити про праіндоєвропейців як про патріархальне суспільство, основним заняттям якого було скотарство, особливо розведення великої рогатої худоби. Багатство людини вимірювалося кількістю власної худоби (терміни для позначення грошей і худоби в багатьох індоєвропейських мовах споріднені). Цілком можливо, що спочатку використовувалася вісімкова система числення, з часом замінена на десяткову (в багатьох індоєвропейських мовах числівник «дев'ять» співзвучний з прикметником «новий»).
Жорж Дюмезіль висунув теорію трьох функцій, згідно з якою протоіндоєвропейське суспільство за функціями поділялося на три стани — жрецьке (див. брахмани), військове (див. кшатрії) і хліборобське (див. вайш'ї). Послідовники Дюмезіля бачать підтвердження цієї тези в соціальній організації різних індоєвропейських народів (напр., розповідь Геродота про трискладову будову скіфського суспільства).

## Релігія
Релігія праіндоєвропейців — політеїзм, заснований на шануванні верховного «бога-громовержця», який їздить по небу колісницею й кидає громи і блискавки. Ймовірно, існувала особлива каста жерців, відповідальних за проведення священних обрядів, які, як вважається, включали організоване споживання галлюцинногенного напою (сома, мед, амбросія).
На думку Дюмезіля, кожній касті відповідало особливе божество: у жерців це був грізний, але справедливий бог-суддя, бог правосуддя, який карає (Зевс — Юпітер — Одін — Перун — Мітра — Варуна), у воїнів — бог війни (Тор — Марс — Арес — Індра), у хліборобів — бог родючості (Фрейр — Квірін — Велес). Для багатьох індоєвропейських народів також характерний культ коня, з яким пов'язані фігури божественних близнюків .

## Ареал
Прабатьківщина індоєвропейців — одне з найспірніших питань індоєвропеїстики, відповідь на яке вимагає сукупного дослідження даних лінгвістики й археології. Мовні дані вказують на наявність у праіндоєвропейській мові слів, що позначають сніг, бук і лосось, на безліч термінів, пов'язаних з розведенням коней, але на відсутність єдиного позначення моря і пов'язаних з ним понять. Це свідчить про те, що прабатьківщина індоєвропейців знаходилася в глибині материка.
У літературі до Другої світової війнина підставі лососевого і букового аргументів як прабатьківщина (urheimat) найчастіше постулювала північ Європи, при цьому німецькі народи оголошувалися найчистішими носіямиарійської раси. В даний час існує декілька теорій, з яких найпоширеніша «курганна гіпотеза», запропонована в 1956 роціМарією Ґімбутас. Згідно з її припущенням, прабатьківщиною індоєвропейців є волзькі і причорноморські степи (ямна культура). Поступово різні гілки індоєвропейців хвилями мігрували на південь, схід, захід і північ від прабатьківщини. Довше за всіх початковий ареал займали предки балтів і слов'ян. Передбачається, що праіндоєвропейською мовою говорили носіїдніпро-донецької культури.
Наразі гіпотеза Гімбутас, яка зазнала певної корекції, має сильну підтримку серед археологів, активно розповсюджується також у науково-популярній літературі (у книгах таких акторів, як Джаред Даймонд, Девід Ентоні та ін.). Другою за популярністю гіпотезою є «анатолійська», відомим прихильником якої є Колін Ренфрю.